# Гигроцибе восковая
Гигро́цибе воскова́я (лат. Hygrócybe ceracéa) — гриб, входящий в род Гигроцибе (Hygrocybe) семейства Гигрофоровые (Hygrophoraceae).
Синонимы:
- Agaricus ceraceus Wulfen, 1781basionym
- Agaricus cereus J.F. Gmel., 1792, nom. illeg.
- Gymnopus ceraceus (Wulfen) Gray, 1821
- Hydrocybe nitida var. lutea Murrill 1939
- Hygrocybe ceracea var. vitellinoides (Bon) Bon, 1987
- Hygrocybe subvitellina Bon, 1976, nom. illeg.
- Hygrocybe vitellinoides Bon, 1979
- Hygrophorus ceraceus (Wulfen) Fr., 1836

## Описание
- Шляпка 1—4 см в диаметре, у молодых грибов выпуклой формы, затем раскрывается до плоско-выпуклой, в центре иногда с небольшим углублением, жёлто-оранжевого цвета, с возрастом выцветающая до светло-жёлтой, гигрофанная, гладкая, немного слизистая.
- Мякоть ломкая, желтоватого цвета, без особого вкуса и запаха.
- Гименофор пластинчатый, пластинки довольно редкие, приросшие к ножке или нисходящие на неё, беловатого или светло-жёлтого цвета, с ровными краями.
- Ножка 2—5 см длиной и 0,2—0,4 см толщиной, хрупкая, полая, жёлтого или жёлто-оранжевого цвета, у молодых грибов немного влажная. Кольцо отсутствует.
- Споровый порошок белого цвета. Споры 5,5—8×4—5 мкм, яйцевидной или эллиптической формы, гладкие, неамилоидные. Базидии четырёхспоровые, 30—45×4—7 мкм. Пилеипеллис — тонкий иксокутис. Гифы с немногочисленными пряжками.
- Гигроцибе восковая считается несъедобным грибом.

## Ареал и экология
Широко распространена в Европе и Северной Америке. Произрастает одиночно или небольшими группами, во мху и на земле в лесах и на лугах.